# جامع سيدي عبد المولى
جامع سيدي عبد المولى واحد من أحدث جوامع مدينة صفاقس العتيقة.

## موقعه
يوجد الجامع بين جامع العجوزين جنوبا، نهح الأندلس شرقا، نهج الجامع الكبير غربا ونهج العيساوية شمالا.

## تاريخه
في الأصل، كان المسجد متكونا من مسجدين متلاصقين هما مسجد سيدي عبد المولى السيالة ومسجد محمد الصفار. سنة 1936 وبفضل جهود الحاج محمد شاكر، تحول الجامع من مسجد خمس إلى مسجد جمعة بعد دمج الجامعين وإضافة واحد من المنازل المجاورة سنة 1937.

## هندسته
يتكون جامع سيدي عبد المولى من قاعة مستطيلة الشكل بها أربعة صفوف أساطين بكل واحد منها 7 اسطوانات مترابطة بأعلاها بأقواس بديعة. كما يوجد به مئذنة على مستوى الباب الشمالي.
```
ويعرف المعلم بمنبره الشهير من عمل النجار المحلي محمد أحمد الجمل الذي أتمه سنة 1937.
[
1
]
```